# Robert Zubrin

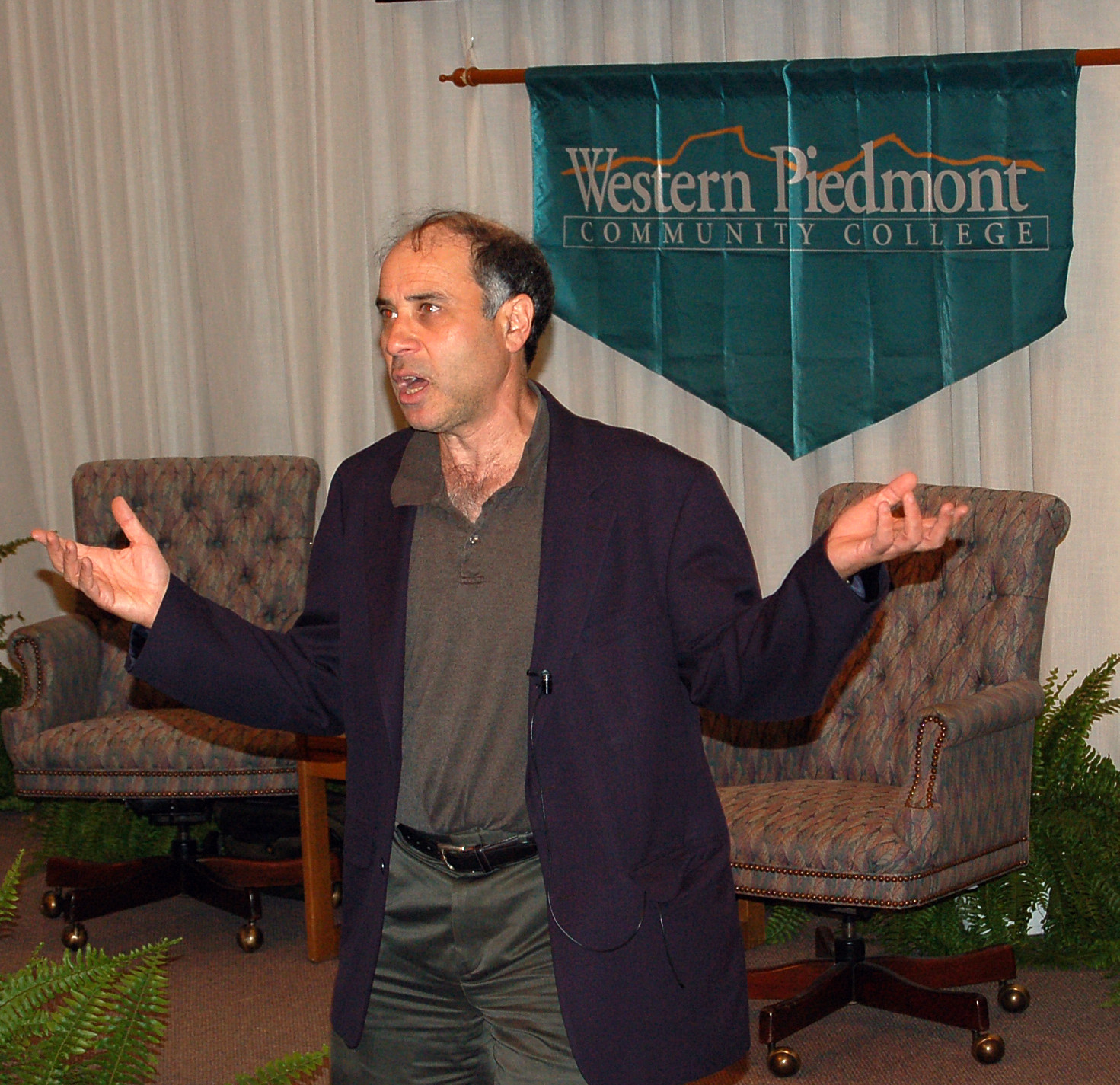
Zubrin bij een voordracht in 2005

Robert M. Zubrin (geboren 19 april 1952) is een Amerikaans ingenieur die de kolonisering van Mars en andere planeten propageert. Hij leidt de Mars Society, Incorporated, in Boulder. Dit is de eerste Mars Society, die in augustus 1998 werd opgericht. Sindsdien zijn er vele, lokale Mars Society groepen opgericht, die overigens allemaal zelfstandig zijn en slechts verbonden aan de oorspronkelijke Mars Society in Boulder door hun gezamenlijke wens van het exploreren en koloniseren van Mars.

## Studie en carrière
Zubrin heeft een bachelorsdiploma in de wiskunde van Universiteit van Rochester (1974). Later behaalde hij twee mastersdiploma's, in kerntechnologie (1984) en luchtvaart (1986). Zubrin promoveerde in 1992 aan de Universiteit van Washington. Hij was stafingenieur bij Lockheed Martin Astronautics in Denver, maar sinds 1996 heeft hij een eigen bedrijf Pioneer Astronautics.

## Toekomstvisioenen
Zubrin lobbyt voor de kolonisering van Mars. Hij gelooft dat het gemakkelijker is daar een ruimtebasis te vestigen dan op de maan, omdat men dan minder zou behoeven mee te nemen. Op lange termijn denkt Zubrin dat men met behulp van kernreactoren alle koolzuursneeuw bij de poolkappen zou kunnen verdampen, om zo via het broeikaseffect een geschikte temperatuur tot stand te brengen. Met deze kernreactoren zou men dan ook methaan produceren als raketbrandstof voor reizen terug naar de aarde, of om verdere kolonies te stichten op andere planeten.
Zubrin ziet Saturnus, Uranus en Neptunus als de Perzische golf van het zonnestelsel, omdat er hier grote hoeveelheden deuterium en helium-3 beschikbaar zouden zijn voor kernfusie.
Zubrin schreef in 1996 samen met sciencefiction-redacteur Stanley Schmidt de verhalenbundel Islands in the Sky: Bold New Ideas for Colonizing Space.

## Voetnoten
1. ↑  Robert Zubrin. Entering Space: Creating a Spacefaring Civilization, hoofdstuk The Persian Gulf of the solar system, ss. 161-163. Tarcher/Putnam (1999). ISBN 1-58542-036-0